# 楊枝甘露

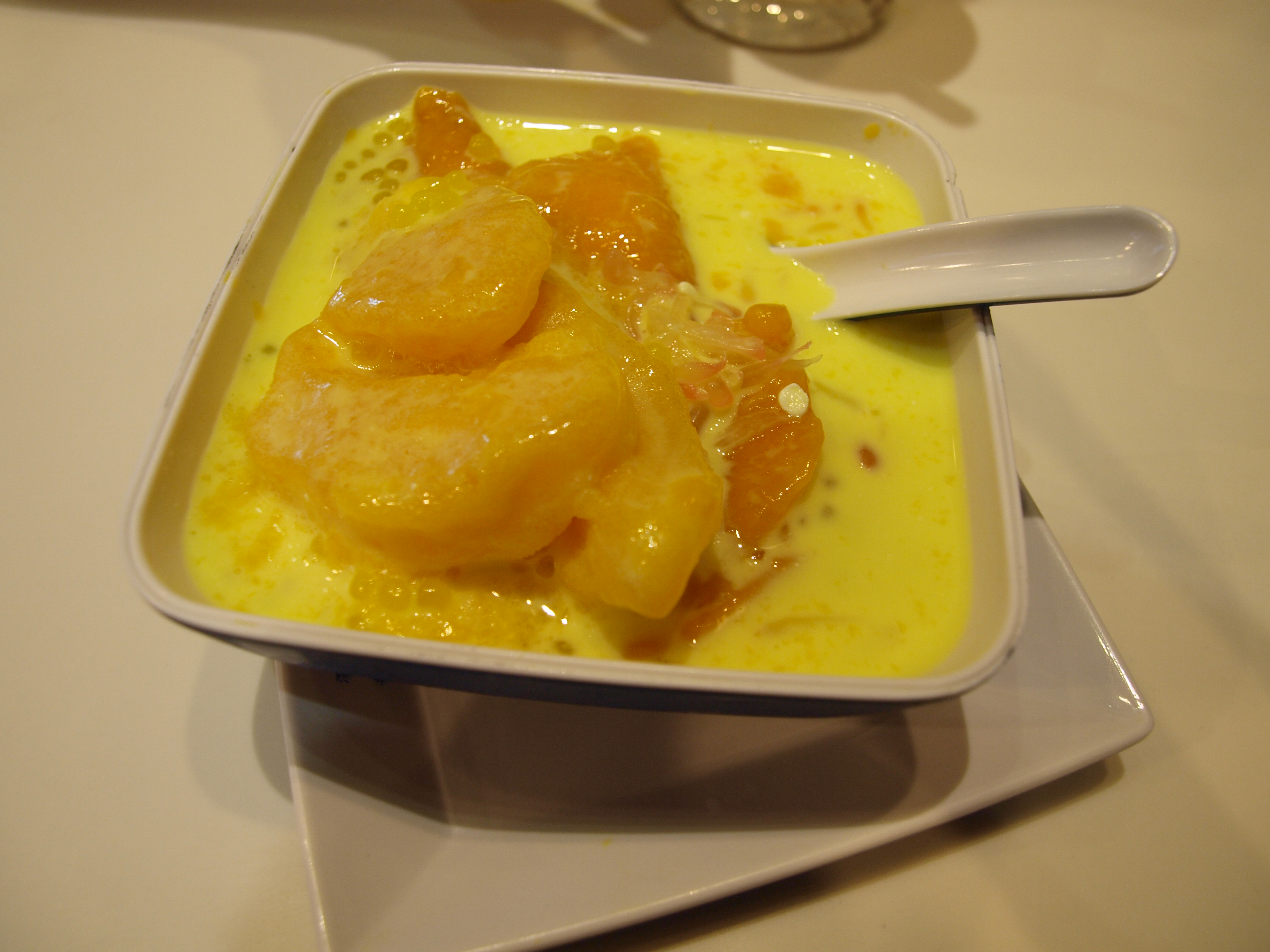
香港甜品店的楊枝甘露

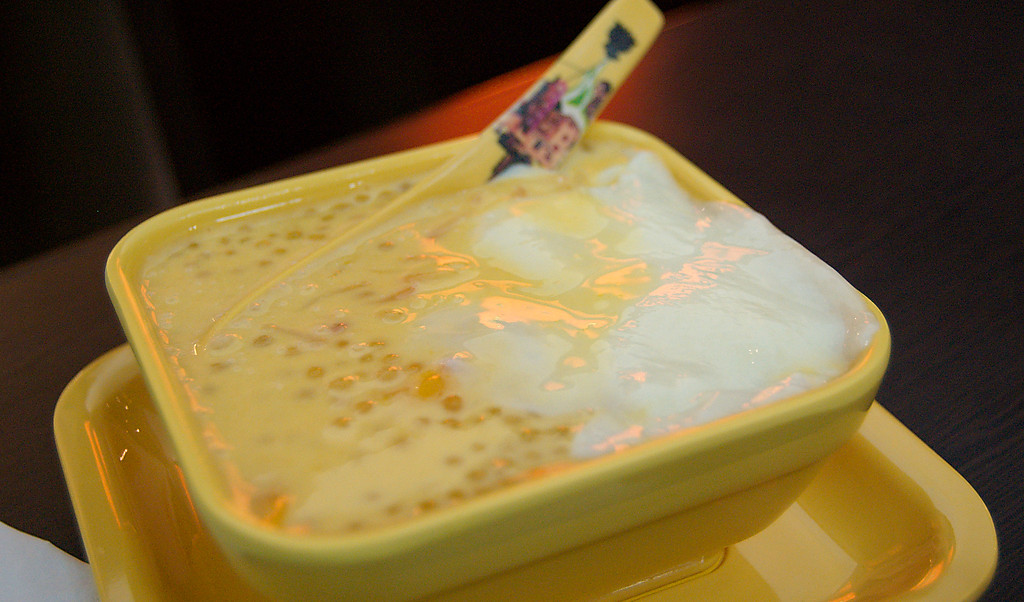
一碗楊枝甘露

楊枝甘露是一種香港甜品，起源於1980年代香港的粵菜酒家。楊枝甘露除了是一種香港消暑甜品外，還被作為其他食品的味道，在香港便有商家生產楊枝甘露味道的冰淇淋和雪條，在中秋節也有餅店推出楊枝甘露味道的冰皮月餅。

## 起源
「楊枝甘露」普遍被是由香港利苑酒家創作，詳細的起源則有以下三種說法：
1. 據報最早於1984年在香港的利苑酒家首先出現[2]。
2. 另一個說法是香港利苑酒家於1987年，準備在新加坡開設第一間海外分店「利苑餐廳」的時候，為了因應當地全年炎熱潮濕的東南亞氣候，於是便在開業前，由香港利苑酒家的名廚黃永幟[3]，把原本該酒家的燉製甜品，改良成為一種冷吃的消暑甜品，他以冰凍的糖水、忌廉奶、西米露，結合芒果粒和柚子肉等食材，製成了這種口感滑潤和清甜爽口的新甜品[4][5]。
3. 另外，還有一個說法是新加坡利苑餐廳開業前，香港利苑酒家根據當地習俗吃撈起魚生後，剩下很多柚子肉，最後採納點心部的解決方案，將柚子肉加進平常的芒果西米露中[6]。新甜品由總監司徒安取其名為「楊枝甘露」，其含義是「觀音用楊柳枝撒下甘露般令人神清氣爽」。香港利苑酒家同時也在香港推出這種新甜品，而其他酒家和甜品店也使用類似食材，調製同樣以「楊枝甘露」命名的消暑甜品。

## 材料
製作楊枝甘露的材料一般包括芒果、柚子、西米、鮮忌廉和糖水。柚子拆成肉，芒果則切粒，與西米露及糖水拌勻。有些甜品店會在楊枝甘露中加入椰汁、水果或燕窩等食材。

## 商品

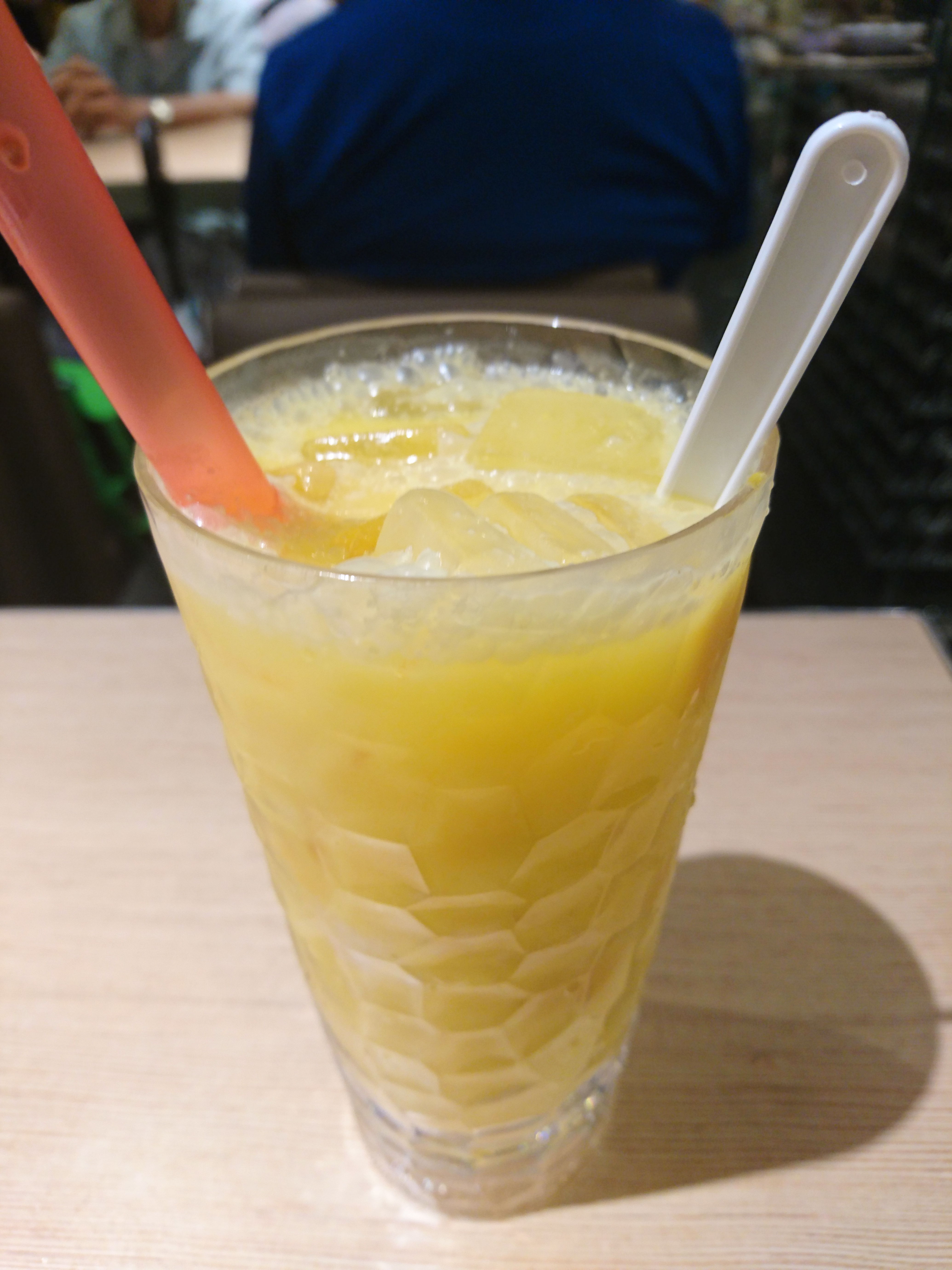
楊枝甘露冰

楊枝甘露除了在香港的酒家作為餐後甜點外，在甜品店也是常年售賣的甜點。此外，香港有飲料生產商製作預製的樽裝楊枝甘露飲品在超級市場、便利商店及涼茶舖出售。楊枝甘露不單可作為一道甜品，還可用作調製冰淇淋及雪條的味道，香港也有西餅店售賣楊枝甘露味道的蛋糕和冰皮月餅。現在楊枝甘露及相關產品已流傳到香港以外的地區，包括澳門和台灣。

## 健康
楊枝甘露在香港是受歡迎的甜品，而且楊枝甘露使用芒果、柚子作為材料，所以口感清新，可是由於楊枝甘露含有椰汁及會加入糖水調味，所以脂肪及糖分都較高。香港消費者委員會於2016年10月就香港常見的糖水及甜品進行測試，發現在香港所售賣的楊枝甘露含糖量普遍偏高，平均每100克含有11克糖，吃一碗便會攝取40克糖，接近世界衞生組織建議的每日糖分攝取量50克的上限。

## 名稱典故
楊枝甘露是觀音菩薩的一種法寶。觀音手執一個插著楊柳枝的寶瓶，瓶內的甘露便叫做「楊枝甘露」。古典小说《西游记》中觀音菩薩曾經使用楊枝甘露救活了一棵被孫悟空推倒的人參果樹。

## 外部連接
维基共享资源上的相關多媒體資源：楊枝甘露